# Royal Armouries

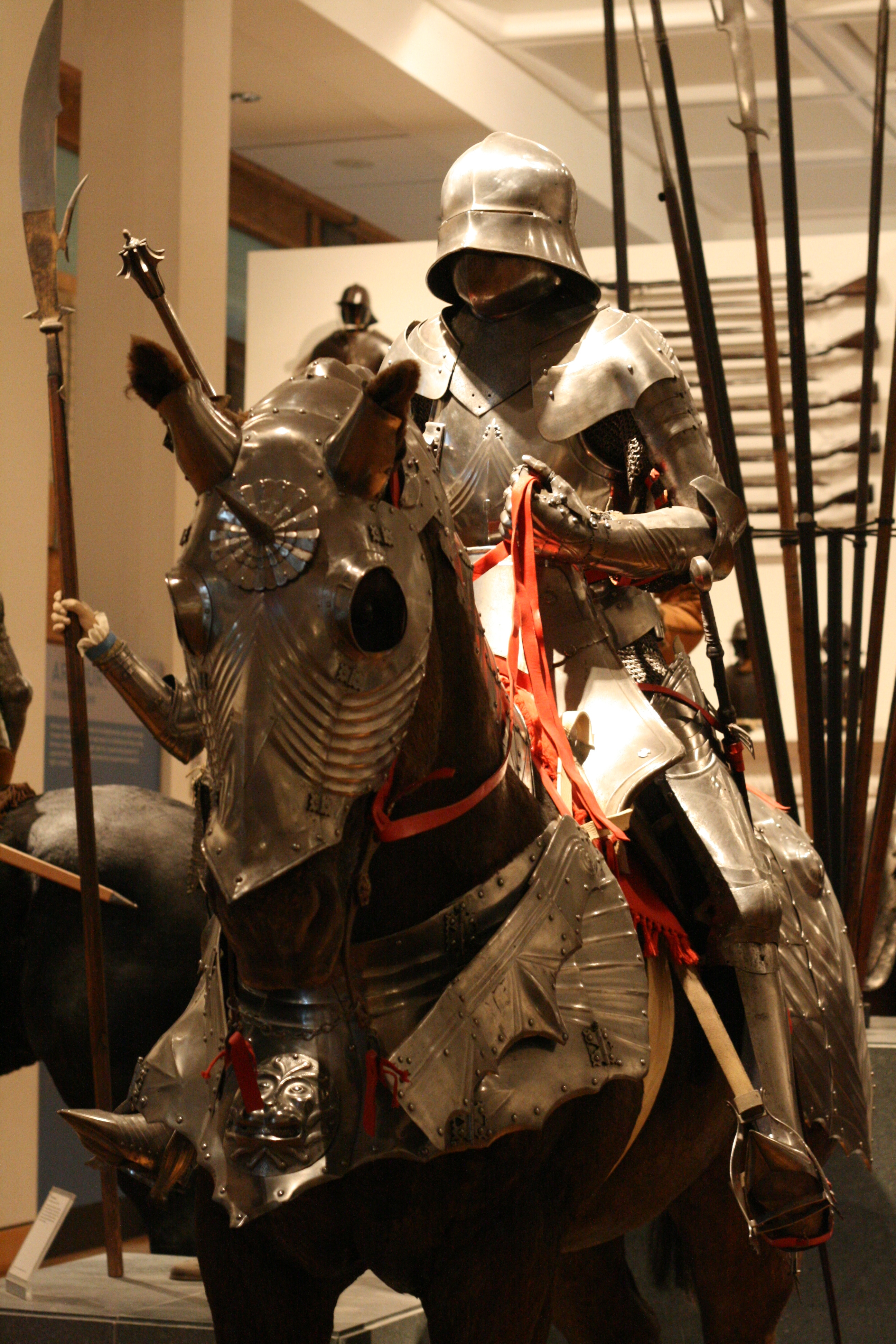
Armatura di epoca gotica, Royal Armouries di Leeds

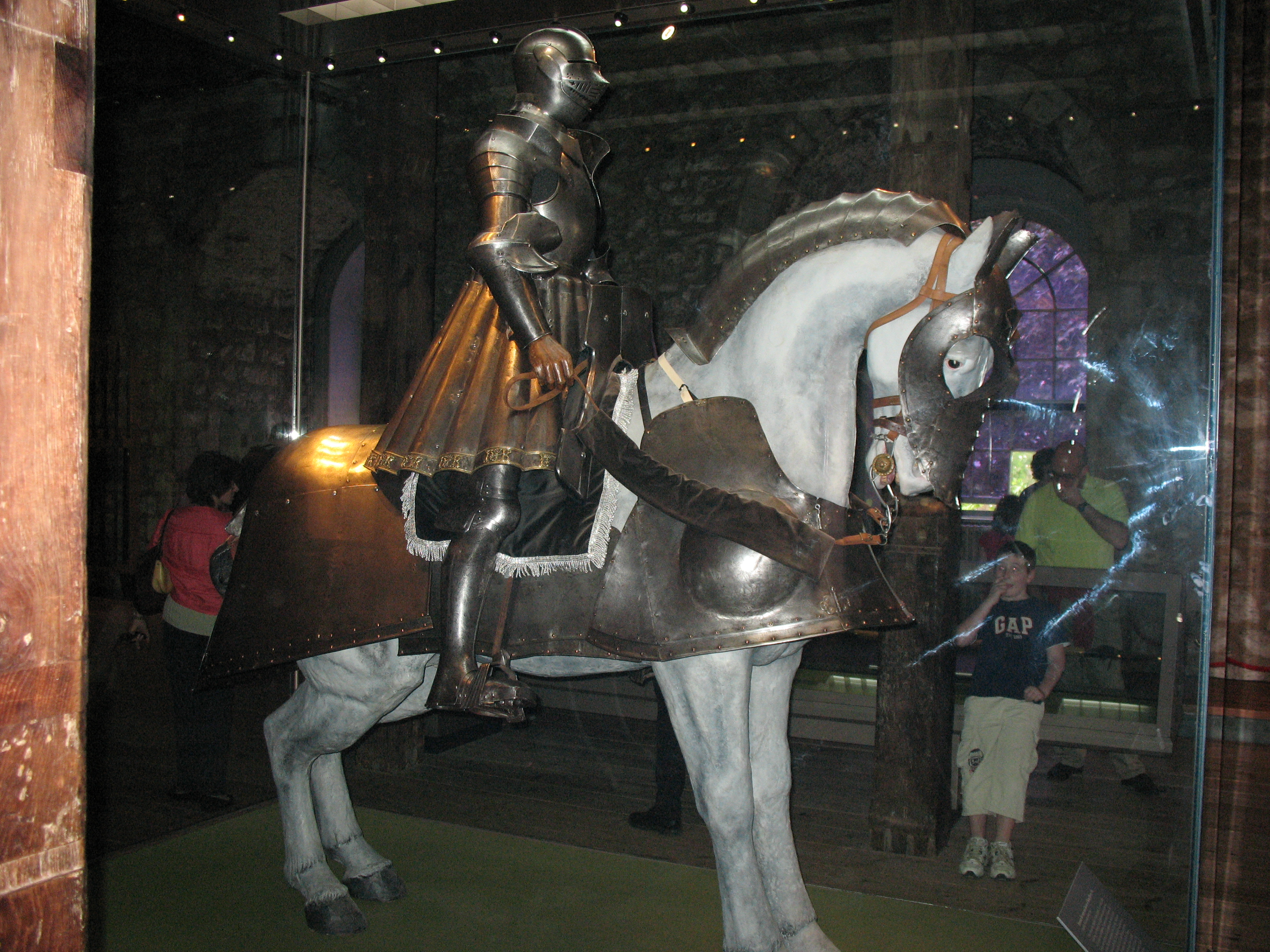
Parte dell'esposizione alla Torre di Londra

Le Royal Armouries sono una collezione nazionale di armi e armature del Regno Unito. Originariamente parte dell'organizzazione militare inglese, la collezione è oggi uno dei musei più antichi del mondo, costituito a partire dal XV secolo presso la sede storica dell'istituzione, la Torre di Londra. È inoltre una delle più antiche e più complete collezioni d'arme del mondo, che comprende armi, armature, pezzi d'artiglieria ed armi da fuoco. La collezione è oggi divisa in tre siti: la Torre di Londra, il Royal Armouries Museum di Leeds e Fort Nelson presso Portsmouth
Dal 2004 al 2015, una parte di oggetti del museo è stata esposta a Louisville, nel Kentucky, negli Stati Uniti, in cooperazione col Frazier History Museum.

## Storia
Le Royal Armouries sono una delle più antiche istituzioni della Torre di Londra ed originariamente avevano il compito di produrre e restaurare le armature per i re d'Inghilterra ed i loro eserciti. Nella metà del XV secolo, l'armeria era divenuta un vero e proprio dipartimento di stato al punto che nel 1423 era stato nominato un suo responsabile presso la Torre Bianca.
L'armeria reale sovrintendeva anche i laboratori di Woolwich e Portsmouth, e vari officine reali (in particolare la Greenwich Armoury, specializzata nella produzione di armi riccamente decorate). Nel 1545, si parla per la prima voltadi una visita di dignitari stranieri alla collezione di armi in mostra alla Torre di Londra. Al tempo di Carlo II vi era già una collezione in mostra; la cosiddetta "Spanish Armoury" che includeva anche strumenti di tortura e la "Line of Kings", una linea di busti che rappresentavano i re inglesi. Questo rese il luogo il primo museo di Gran Bretagna.

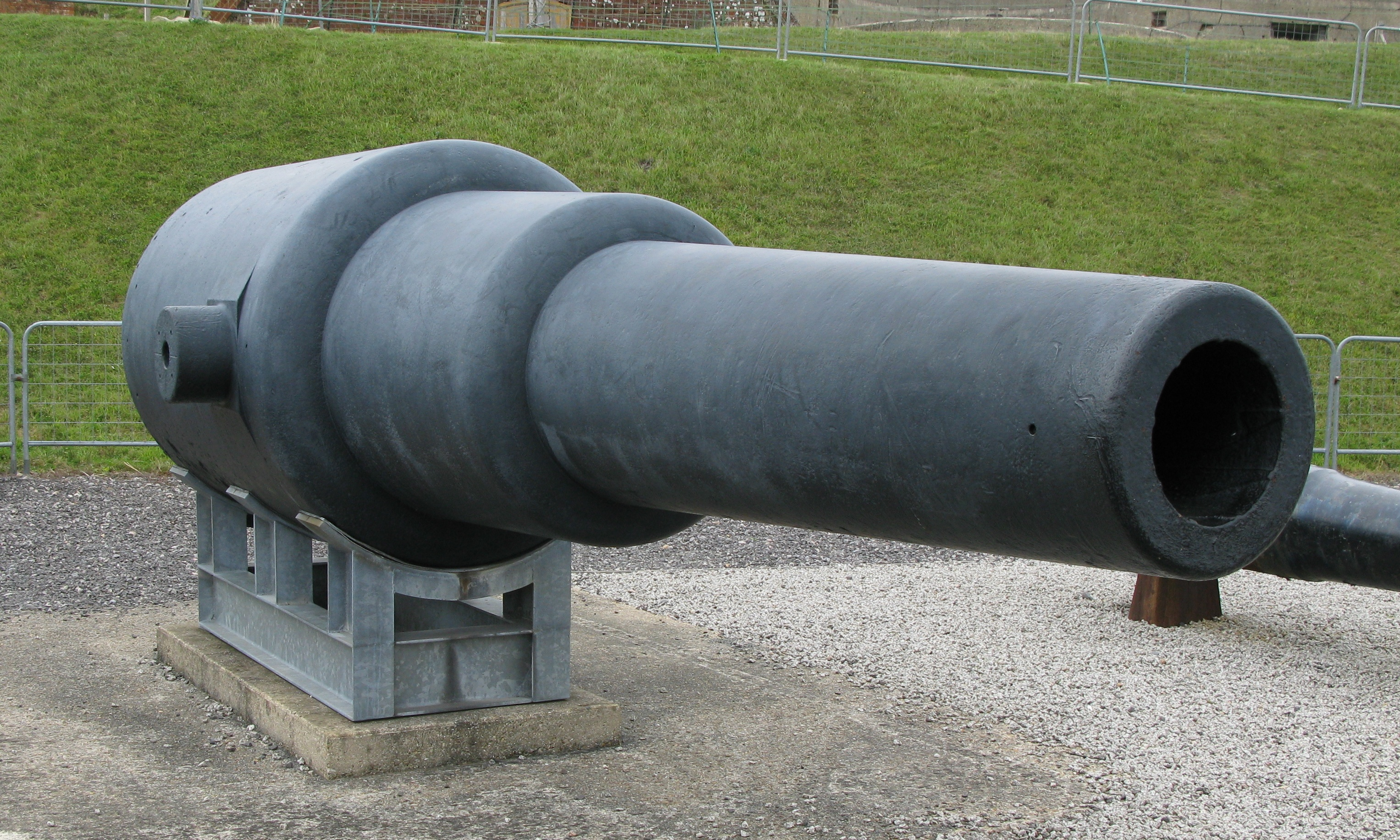
Fort Nelson. Un cannone da 12.5 libbre, 1875

L'influenza dell'armeria vera e propria iniziò a venire meno con l'entrata in campo delle armi da fuoco. Negli anni '20 del Seicento, spade, lance e oggetti di tal genere erano ancora utilizzati in guerra, ma certo le armi da fuoco avevano iniziato a farla da padrone.
La Torre rimase il principale centro di produzione di armi sino al 1855 quando in loco rimase unicamente la collezione museale. Ad ogni modo alla Torre potevano essere esposti solo pochi pezzi, e per questo dal 1995, gran parte della collezione d'artiglieria venne spostata a Fort Nelson nell'Hampshire e l'anno successivo venne aperto il Royal Armouries Museum di Leeds.

## Maestro d'armi
Il capo delle Royal Armouries è noto come "maestro d'armi" o Master of the Armouries. L'incarico, di antichissima origine, è stato ripristinato stabilmente nel 1935 quando le Royal Armouries divennero un museo nazionale. L'attuale direttore generale e maestro d'armi è Edward Impey.
Il maestro d'armi è responsabile del mantenimento e dell'alloggiamento di armi, armature e cannoni e di mantenerle operative in caso di guerra. Il suo ufficio è posto nella Torre di Londra. Il titolo venne utilizzato nella forma attuale per la prima volta nel 1462.
- 1462–1485 ??
- Sir Richard Guildford (1485–1506) (anche Master of the Ordnance)[10]
- Sir Edward Guildford (1506–1533)[10]
- Sir John Dudley (1533–1544)[10]
- Thomas Darcy, I barone Darcy di Chiche (1544–1553)[10]
- Sir Richard Southwell (1554–1559) (anche Master of the Ordnance)[10]
- Sir George Howard (1560–1580)[10]
- Sir Henry Lee (1580–1611)[10]
- Sir Thomas Monson, I baronetto (1611–1616)[11]
- William Legge (1636–1646)
- Robert Spaven (1647–?1648)[12]
- Anthony Nicholl (1648–?1658)[13]
- William Legge (restored to office 1660–1670)
  - Incarico abolito nel 1671
- Charles John Ffoulkes (1935–1938)[14]
- Sir James Mann (1938–1962)[15]
- Arthur Richard Dufty (1963–1976)[16]
- Alexander Vesey Bethune (Nick) Norman (1977–1988)[17]
- Guy Wilson, 1988–2002[18]
- Paul Evans, luglio 2003 – settembre 2008[19]
- Tenente generale Jonathon Riley, settembre 2009 – novembre 2012
- Dr Edward Impey, ottobre 2013 – in carica